# The Duke Steps Out
The Duke Steps Out (bra: O Novo Campeão) é um filme mudo estadunidense de 1929, do gênero comédia dramática, dirigido por James Cruze, e estrelado por William Haines, Joan Crawford e Karl Dane.
O filme é considerado perdido, mas os discos de som em Vitaphone com a trilha sonora e efeitos sonoros sobrevivem no Arquivo de Cinema e Televisão da UCLA.

## Sinopse
Duke (William Haines), o filho mimado de um milionário, decide provar ao pai que pode alcançar o sucesso sozinho, e então começa a lutar boxe. A caminho de uma partida importante, ele vê Susie (Joan Crawford) em um trem com um grupo de jovens universitários e instantaneamente se apaixona, decidindo matricular-se na mesma faculdade da moça. Embora ele esteja determinado a conquistá-la, Susie sempre recusa suas investidas. Quando finalmente consegue a admiração dela, Duke é obrigado a faltar ao primeiro encontro romântico dos dois para comparecer a uma luta em São Francisco. Susie acredita que há um motivo oculto na ausência dele, mas ao ouvir a briga no rádio, ela percebe que estava errada. Ao retonar e ver que a moça está disposta a amá-lo também, Duke se reúne com Susie, que percebe que os dois devem ficar juntos.

## Elenco
- William Haines como Duke
- Joan Crawford como Susie
- Karl Dane como Barney, motorista de Duke
- Tenen Holtz como Jake, gerente de Duke
- Edward Nugent como Tommy Wells
- Jack Roper como Poison Kerrigan
- Delmer Daves como Bossy Edwards
- Luke Cosgrave como Professor Widdicomb
- Herbert Prior como Mr. Corbin

## Recepção

### Bilheteria
De acordo com os registros da Metro-Goldwyn-Mayer, o filme arrecadou US$ 714.000 nacionalmente e US$ 206.000 no exterior, totalizando US$ 920.000 mundialmente. O retorno lucrativo da produção foi de US$ 343.000.